# StrategieDialog21
StrategieDialog21 (SD 21) ist eine Denkfabrik, die sich parteiübergreifend für eine offene, innovative und freiheitliche Schweiz einsetzt und den Dialog zwischen Gesellschaft und Wirtschaft fördert. Veranstaltungen, Studien und Publikationen geben Impulse für die Zukunft der Schweiz und für eine liberale Wirtschaftsordnung.

## Geschichte und Ziele
2004 skizzierte der Unternehmer Jobst Wagner vage Ideen für einen neuen Thinktank. 2012 veröffentlichte er ein Konzept für einen Strategierat21, der die Schweiz von morgen prägen sollte, im Folgejahr gründete er den Thinktank StrategieDialog21. Wagner gibt zwei Motivationen für sein Engagement an: Erstens sieht er Freiheit und Wohlstand der Schweiz gefährdet. Dem gelte es durch De-Regulierung und mit cleveren Zukunftsideen entgegenzutreten. Zweitens habe ihn das Ja der Stimmbevölkerung zur SVP-Initiative gegen die Masseneinwanderung tief getroffen. Nun müsse man den Graben zwischen Bevölkerung, Politik und Wirtschaft zuschütten. Der Thinktank wird unterstützt durch einen Förderbeirat, dem Unternehmer angehören wie Georges Bindschedler, Hannes Gassert oder Carolina Müller-Möhl, Akademiker wie die Professoren Tina Freyburg und Christian Leumann, Rektor der Uni Bern, sowie die Journalisten Markus Spillmann und René Scheu.

## Aktivitäten
Die Aktivitäten umfassen die Förderung unabhängiger Studien und Publikationen, Debatten, Vernetzung und Veranstaltungen, die Unterstützung neuer Ideen durch Preise sowie die Kommunikation mit Medien und der Öffentlichkeit.

### Publikationen
StrategieDialog21 publiziert Studien etwa zum Thema Regulierung, veröffentlicht Publikationen und unterstützt Bücher wie Smartphone-Demokratie der Netzspezialistin Adrienne Fichter.

### Ideenwettbewerb Wunsch-Schloss
Mit Wunsch-Schloss lancierte StrategieDialog21 zusammen mit dem Swiss Venture Club einen Ideenwettbewerb, in dem jedermann Ideen und Projektvorschläge für die Öffentlichkeit formulieren kann. Jedes Jahr wählt eine Fachjury zehn Vorschläge ins Finale auf Schloss Thun. Dort kürt das Publikum aus den Präsentationen den Sieger. Der Gewinner erläutert sein Projekt den Generalsekretären der sieben grössten Parteien. Wunsch-Schloss wird von grossen Unternehmen und Institutionen wie dem Migros-Kulturprozent, Swisscom oder SwissLife mitgetragen und verfügt über einen politischen Beirat von Nationalräten, der von Edith Graf-Litscher (SP) über Franziska Ryser (GPS), Melanie Mettler (GLP) und Franziska Steiner-Kaufmann (Mitte) bis zu Marcel Dobler (FDP) und Thomas Burgherr (SVP) reicht. Erste Ideen sind inzwischen umgesetzt, etwa die Unterstützung informatikinteressierter Jugendlicher nach dem Vorbild der Sportförderung oder der Vorschlag des Studenten Robin Röösli, Auslandaufenthalte in der Berufslehre einzusetzen, um kulturelle und sprachliche Kenntnisse zu fördern.

### De-Regulierungs-Preis «5-vor-12»
Seit 2018 vergibt StrategieDialog21 einen jährlichen Preis für schlaue De-Regulierung und bezweckt weniger oder bessere Vorschriften für Unternehmen. Der erste Preis ging an den FDP-Politiker Andri Silberschmidt, für den Vorschlag, in Zürich die Zwischennutzung von Räumen zu erleichtern. Im Jahre darauf gewann der Student Christian Siegenthaler mit der Idee, die Vorschriften bei den Ablaufdaten für Lebensmittel zu lockern. Die Eigenverantwortung der Konsumenten soll helfen, Food Waste zu vermeiden. Zum Patronat des Preises gehören SVP-Wirtschaftsminister Guy Parmelin, bürgerliche Politiker, Unternehmer sowie die Spitzen grosser Wirtschaftsverbände.

### Chancenbarometer
2020 befragte Gfs.bern unter der Leitung von Tina Freyburg über 3000 Bürger, um festzustellen, in welchen Problemfeldern Schweizer gleichzeitig auch Chancen sehen. Die Konzentration auf Chancen soll die konstruktive Debatte über die politischen Lager hinweg erleichtern. Ein Hauptresultat der Studie: Drei Viertel aller Schweizer sind mit dem politischen System zufrieden, und gegen 70 Prozent sehen in den grossen Herausforderungen Chancen. Damit sei das Chancenbarometer ein Gegenpol zum oft zitierten Sorgenbarometer, das die Befürchtungen der Schweiz misst.